# Anableps dowei
Anableps dowei is een  straalvinnige vissensoort uit de familie van vierogen (Anablepidae). De wetenschappelijke naam van de soort is voor het eerst geldig gepubliceerd in 1861 door Gill.